# Teoria dei gruppi
La teoria dei gruppi è la branca della matematica che si occupa dello studio dei gruppi. In astratto e in breve un gruppo è una struttura algebrica caratterizzata da un'operazione binaria associativa, dotata di elemento neutro e per la quale ogni elemento della struttura possiede elemento inverso; un semplice esempio di gruppo è dato dall'insieme dei numeri interi, con l'operazione dell'addizione.
Tipico esempio di gruppo è fornito dalle rotazioni di uno spazio vettoriale euclideo S, cioè dall'insieme costituito da tutte le rotazioni di S (trasformazioni che lasciano fissa l'origine di S, mantengono le distanze tra i punti di S e si possono ottenere con movimenti continui). Muniamo l'insieme delle rotazioni di S con l'operazione di composizione delle rotazioni; si osserva che componendo due di queste rotazioni si ottiene un'altra rotazione; inoltre la rotazione identità, cioè la trasformazione che lascia fisso ogni punto di S, svolge il ruolo di elemento neutro per la composizione delle rotazioni. Ovviamente ad ogni rotazione esiste la sua 'inversa' che per composizione ripristina la situazione iniziale. Le rotazioni di S e la loro composizione costituiscono quindi un gruppo detto gruppo delle rotazioni di S; lo denotiamo con GrpRot(S).
Restringiamo poi l'insieme delle rotazioni di S a quelle che trasformano in se stessa una certa figura geometrica F, ad esempio un cubo, un prisma regolare o una piramide. È evidente che la composizione di due di queste rotazioni fornisce un'altra rotazione che lascia invariata la figura F. Con ciascuna di queste richieste di invarianza si individua un gruppo contenuto in GrpRot(S). Questi gruppi sono detti sottogruppi di GrpRot(S). Questi esempi possono servire a farsi una prima idea del fatto che la teoria dei gruppi è lo strumento matematico per lo studio delle simmetrie delle figure geometriche e di altri oggetti che si incontrano nella matematica, nella fisica e nelle altre discipline che si avvalgono di modelli matematici e di procedure computazionali.
Una buona gamma di definizioni di termini utilizzati per sviluppare la teoria dei gruppi è raccolta nel glossario di teoria dei gruppi.

## Storia
La teoria dei gruppi nasce da tre principali fonti: teoria dei numeri, la teoria delle equazioni algebriche, e geometria. La parte di teoria dei numeri fu avviata da Eulero, e sviluppata dal lavoro di Gauss sull'aritmetica modulare e sui gruppi additivi e moltiplicativi correlati ai campi quadratici. I primi risultati sui gruppi di permutazioni furono ottenuti da Lagrange, Ruffini, e da Abel nella loro ricerca delle soluzioni generali delle equazioni polinomiali di grado alto. Évariste Galois coniò il termine "gruppo" e stabilì una connessione, ora conosciuta come teoria di Galois, tra la nascente teoria dei gruppi e la teoria dei campi. In geometria, i gruppi diventarono importanti per la prima volta in geometria proiettiva e, dopo, in geometria non euclidea. Il programma di Erlangen di Felix Klein affermò che la teoria dei gruppi fosse il principio della geometria.
Galois, negli anni 1830, fu il primo a impiegare i gruppi per determinare la solubilità delle equazioni polinomiali. Arthur Cayley e Augustin Louis Cauchy portarono avanti queste indagini creando la teoria dei gruppi di permutazione. La seconda fonte storica dei gruppi si origina da situazioni geometriche. Nel tentativo di spiegare le possibili geometrie (come quelle euclidea, iperbolica o proiettiva) usando la teoria dei gruppi, Felix Klein avviò il programma di Erlangen. Sophus Lie, nel 1884, cominciò a usare i gruppi (ora detti gruppi di Lie) annessi a problemi di analisi matematica. In terzo luogo, i gruppi furono, dapprima implicitamente e in seguito esplicitamente, usati in teoria algebrica dei numeri.
Il diverso ambito di queste fonti iniziali portò a diversi concetti di gruppi. La teoria dei gruppi fu unificata a partire dal 1880 circa. Da allora, l'impatto della teoria dei gruppi è stato via via maggiore, dando origine all'algebra astratta all'inizio del ventesimo secolo, teoria delle rappresentazioni, e molti altri influenti domini derivati. La classificazione dei gruppi semplici finiti è un vasto campo di lavoro dalla metà del XX secolo, che classifica appunto tutti i gruppi semplici finiti.

## Introduzione discorsiva
I gruppi sono utilizzati in tutte le branche della matematica e in molti problemi della fisica e delle altre scienze; spesso servono a catturare la simmetria intrinseca di altre strutture, presentandosi nella forma di gruppi di automorfismi. Una simmetria interna di una struttura in genere risulta associata a una proprietà invariante e l'insieme delle trasformazioni che conservano questa proprietà invariante, munito dell'operazione di composizione delle trasformazioni, costituisce un gruppo chiamato gruppo di simmetria.
Nella teoria di Galois, il nucleo storico originario della nozione di gruppo, si usano i gruppi per descrivere le simmetrie delle equazioni soddisfatte dalle soluzioni di un'equazione polinomiale. I gruppi solubili hanno questo nome per il loro ruolo preminente in questa teoria.
I gruppi abeliani (in cui l'operazione gode della proprietà commutativa) si collocano alla base di numerose altre strutture studiate nell'algebra astratta: anelli, campi, moduli, corpi, ... .
In topologia algebrica si usano i gruppi per descrivere invarianti degli spazi topologici (il nome del sottogruppo di torsione di un gruppo infinito mostra la discendenza meccanica di questo campo di indagine). Gli "invarianti" hanno questo nome in quanto sono definiti in modo da non cambiare quando lo spazio viene sottoposto a qualche deformazione. Esempi di gruppi in topologia sono il gruppo fondamentale, i gruppi di omologia e i gruppi di coomologia.
La nozione di gruppo di Lie riveste grande importanza nello studio delle equazioni differenziali e delle varietà; essi richiedono l'analisi e la teoria dei gruppi e costituiscono gli strumenti adatti a descrivere le simmetrie delle strutture analitiche. L'analisi di questi gruppi e di altri analoghi viene chiamata analisi armonica.
In combinatoria la nozione di gruppo di permutazioni e la nozione di azione di gruppo sono spesso utilizzati per semplificare il conteggio di un insieme di configurazioni; si veda in particolare il lemma di Burnside.

## Alcuni teoremi caratterizzanti la teoria
- Risultati di base nell'articolo Teoria dei gruppi elementare
- Lemma della farfalla
- Teorema di isomorfismo
- Teorema di Jordan-Hölder
- Teorema di Krull-Schmidt
- Teoremi di Sylow

## Generalizzazioni
In algebra astratta si incontrano varie strutture non molto diverse dai gruppi e che si possono considerare ottenute dalla definizione di gruppo indebolendo qualcuna delle richieste che si impongono ai gruppi.
- Se si lascia cadere la richiesta che ogni elemento della struttura possegga elemento inverso si ottiene un monoide. L'insieme delle endofunzioni di un certo insieme, che non si limita alle endofunzioni invertibili, cioè alle permutazioni, costituisce un monoide.
- Se si lascia cadere anche la richiesta di avere un'unità neutra si ottiene un semigruppo.
- Alternativamente, se si abbandona la richiesta che l'operazione sia associativa ma si mantiene la possibilità della divisione si ottiene un loop.
- Se oltre alla associatività si lascia cadere la richiesta di un'unità si ottiene un quasigruppo.
- Se si considera solo un insieme munito di un'operazione binaria abbiamo un magma.

Un gruppoide è simile a un gruppo, ma non ha definita la composizione a * b per tutte le coppie di elementi (a, b); i gruppoidi servono allo studio di tipi più complessi di simmetrie, molti relativi a strutture topologiche e analitiche. Essi costituiscono particolari tipi di categorie.
Altre generalizzazioni dei gruppi sono i supergruppi e le algebre di Hopf.
I gruppi di Lie, i gruppi algebrici e i gruppi topologici sono esempi di oggetti gruppi, cioè strutture del genere gruppo che costituiscono una categoria più specifica dell'ordinaria categoria degli insiemi.
I gruppi abeliani costituiscono il prototipo della nozione di categoria abeliana, nozione che possiede applicazioni agli spazi vettoriali e ad altre strutture.
Le leggi di gruppo formale sono particolari serie formali di potenze che posseggono proprietà molto simili a quelle di un'operazione di gruppo.

## Applicazioni della teoria dei gruppi
La comprensione della teoria dei gruppi è importante anche nelle scienze chimiche. In chimica i gruppi vengono utilizzati per classificare strutture cristalline, poliedri regolari e la simmetria molecolare.
In fisica i gruppi sono importanti in quanto riescono a descrivere le simmetrie alle quali le leggi della fisica sembrano ubbidire. I fisici sono profondamente interessati alle rappresentazioni dei gruppi, specialmente alle rappresentazioni dei gruppi di Lie, in quanto queste rappresentazioni spesso segnano la strada delle teorie fisiche "possibili".
Alcuni esempi nella fisica sono il modello standard, le varie teorie di gauge, lo spazio di Calabi-Yau, la simmetria dinamica. Un'altra applicazione riguarda la teoria degli insiemi musicale.

## Una definizione paradossale
Il matematico James Roy Newman propone la seguente definizione della teoria dei gruppi:
È una branca della matematica nella quale si fa qualche cosa a qualche cosa e si confrontano i risultati ottenuti con quelli che si ottengono facendo la stessa cosa a qualcos'altro e con quelli che si ottengono facendo un'altra cosa alla stessa cosa.